# Maloca (lugar)

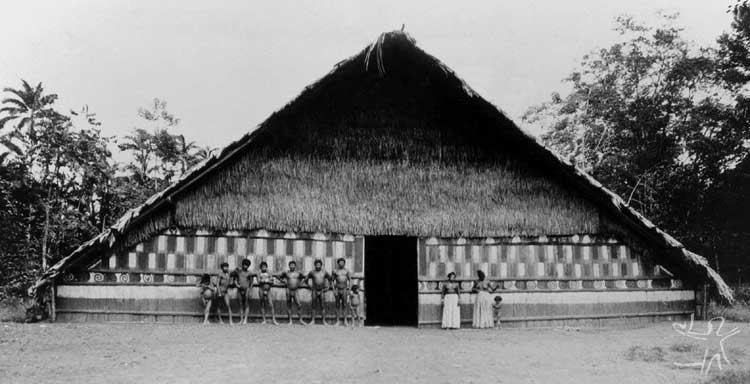
Maloca del pueblo tucano de la amazonía alrededor de la frontera colombo-brasileña.

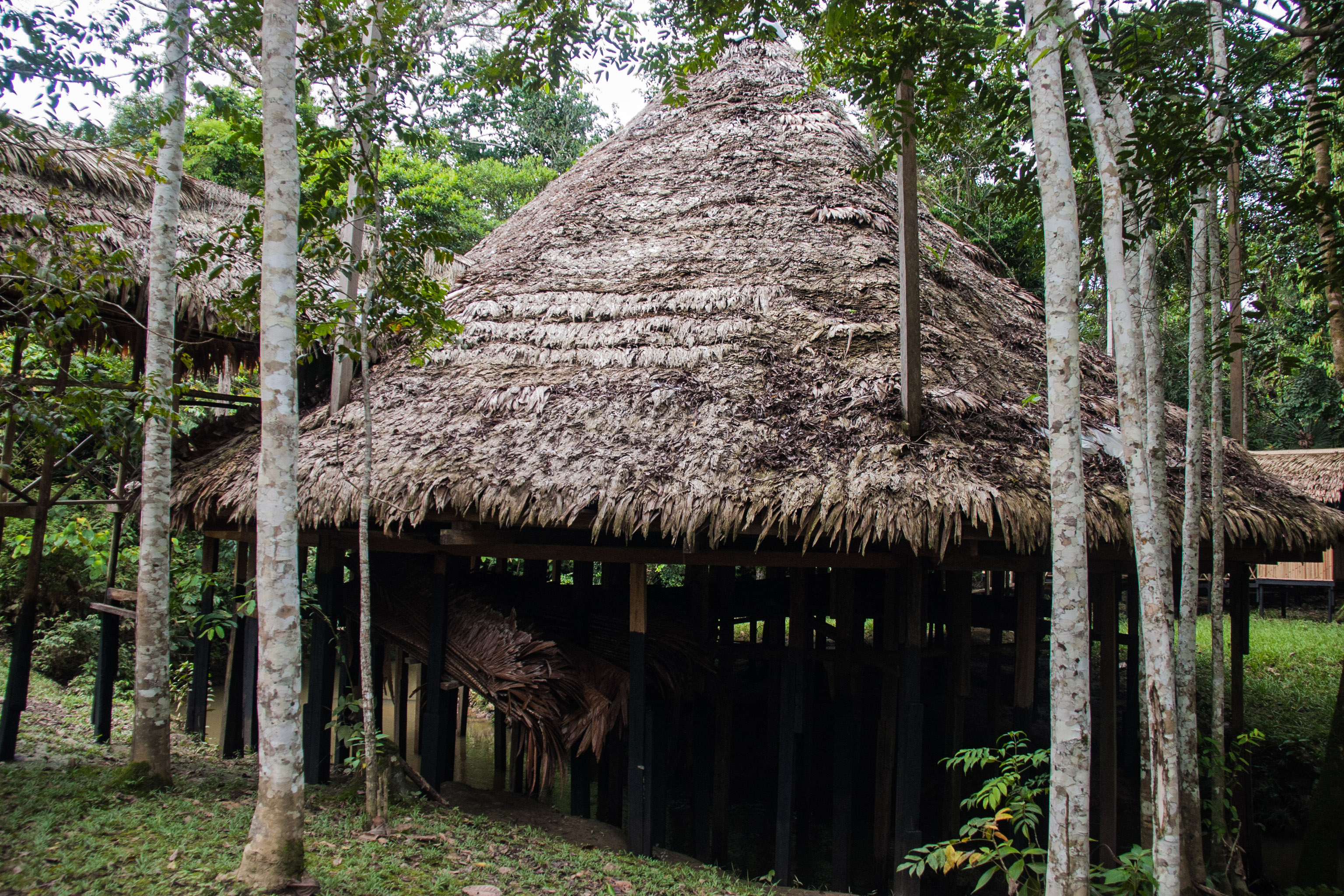
Maloca en Iquitos, Perú.

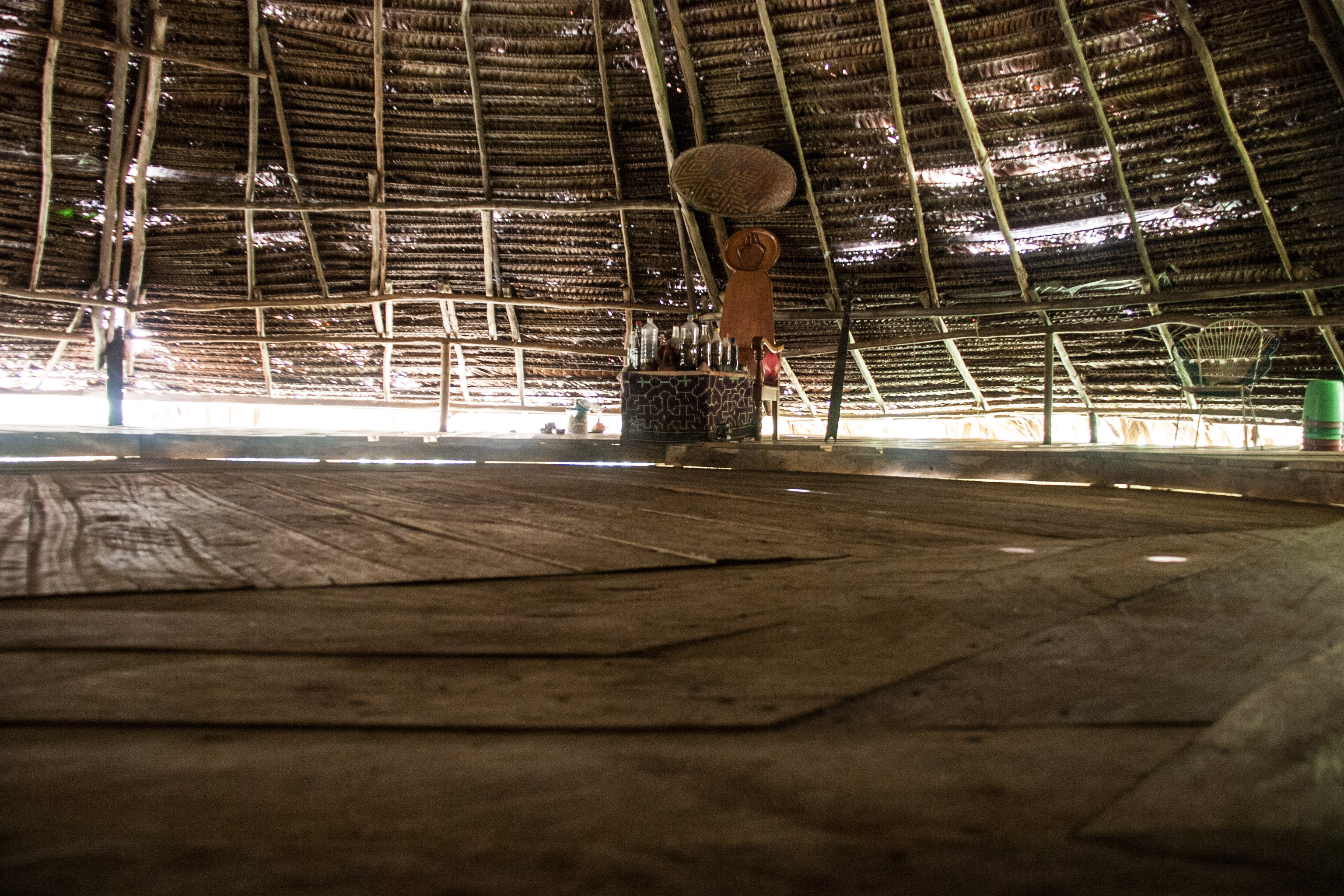
Interior de una maloca en Iquitos. Por lo general, la forma es circular u ovoide. Se sostiene por postes y el techo se elabora con hojas entretejidas.

Una maloca es un edificio tradicional para uso familiar y comunal utilizado por los pueblos indígenas en las regiones amazónicas de Brasil, Colombia, Ecuador y Perú. También el término se utiliza para la arquitectura vernácula de los tupí-guaraníes en Argentina, Bolivia, Brasil y Paraguay.
La forma de la planta puede ser circular, rectangular u ovoide. Se sostiene por postes y el techo se elabora con hojas entretejidas. Las malocas pueden ser utilizadas como vivienda pero también existen las dedicadas a cumplir solo funciones sociales y/o rituales. El tamaño es variable en función a las costumbres de la etnia y su función. Por ejemplo, los yanomami en Brasil y Venezuela construyen malocas en cuyo interior conviven hasta 300 personas.